# Northumberland
För orten med samma namn i New Hampshire, se Northumberland, New Hampshire.
Northumberland är ett ceremoniellt grevskap och en enhetskommun i nordöstra England vid gränsen mot Skottland. Efter att området runt Newcastle upon Tyne överförts till Tyne and Wear 1974 är dess administrativa centrum Morpeth. Största stad är Blyth. Grevskapet är det med lägst befolkningstäthet inom England.
Northumberland har haft stor historisk betydelse och många historiska platser som Lindisfarne och Bamburgh ligger i Northumberland.

## Geografi

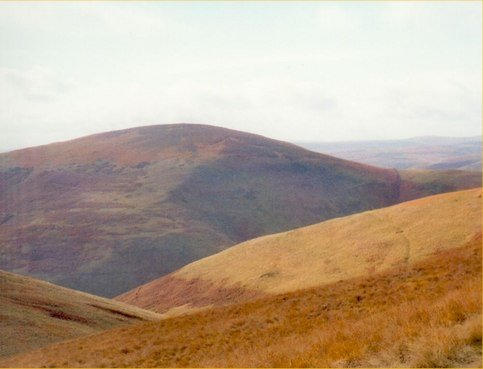
En för Northumberland vanlig vy.

Större delen av grevskapet är ett kalt bergland, med stora myrar och svag gräsväxt. De största höjderna är på sydvästra gränsen Killhope Law (673 m ö.h.) och på skotska gränsen Cheviot Hills (högst 815 m ö.h.). De sistnämnda utmärks genom friskt gräs, som ger näring åt stora hjordar av får. Mellersta delen av landet är svagt kuperad och kusten är huvudsakligen flack. Utanför kusten ligger Lindisfarne (Holy Island) och Farne Islands. Den största floden är Tweed på norra gränsen. I södra och sydöstra delen utbreder sig ett stort stenkolsfält. Förutom stenkol finns i Northumberland järnmalm och silverhaltig blymalm samt flera slags leror, kalk- och sandsten.

## Politik
Sedan 2009 är Northumberland en enhetskommun. Mellan 1974 och 2009 var grevskapet uppdelat på sex distrikt: Blyth Valley, Wansbeck, Castle Morpeth, Tynedale, Alnwick och Berwick-upon-Tweed.
Northumberland är indelat i 166 civil parishes. Indelningen är, till skillnad från många andra grevskap i England, heltäckande, det vill säga det finns inga unparished areas.